# بطولة تونس للكرة الطائرة للرجال 1991-1992
بطولة تونس للكرة الطائرة للرجال 1991-1992 هو الموسم رقم 37 من بطولة تونس للكرة الطائرة للرجال.

فاز بهذا الموسم النادي الأفريقي.

## روابط خارجية
- الموقع الرسمي للجامعة التونسية للكرة الطائرة.